# TOWER Software
TOWER Software — компания по производству программного обеспечения, основанная в 1985 году в Канберре, Австралия. Компания разрабатывает и занимается поддержкой программного обеспечения по управлению корпоративным информационным контентом и известна своими разработками TRIM для электронного управлением записями.
В 2008 году TOWER Software была поглощена компанией Hewlett-Packard и стала одним из подразделений HP Software Division.

## История
TOWER Software начала разработку своего программного обеспечения для управлением записями в 1985 году. Она начала предлагать электронную систему управления документами и информацией TRIM Captura в 1998 году. В 2002 году была выпущена TRIM Context. В 2004 году компания стала представлять программное обеспечение по управлению корпоративным информационным контентом.
TOWER Software участвовала в развитии международных и местных стандартов, участвуя в разработке AS4390 (австралийский стандарт для управления записями), который повлиял на стандарт ISO 15489, а также на стандарты MoReq и DoD 5015.2.
В апреле 2008 года компания Hewlett-Packard предложила купить TOWER Software за приблизительно 105 млн долларов. В то время у TOWER Software было приблизительно 1000 клиентов в 32 странах, представляющих как частный сектор, так и из промышленности, в том числе из медицины, энергетики, банковского дела и финансов.
В настоящее время TRIM Context называется HP TRIM Records Management System и базируется на стандарте ISO 15489. Программное обеспечение TRIM имеет сертификат Департамента обороны США 5015.2 и придерживается принципов, изложенных в стандарте AS4390.

## Награды
- 1996 Новый экспортёр года АСТ
- Queanbeyan and Region Small Business Awards 1996 — Quality Management Award
- 1997 NSW Emerging Exporter of the Year
- Telstra ACT Small Business Awards 1998 — Innovation Award
- Telstra ACT Small Business Awards 1998 — ACT Small Business of the Year (<50 staff)
- Telstra ACT Small Business Awards 1998 — ACT Small Business of the Year, overall winner
- 1998 National Winner AusIndustry Innovation Award
- 1998 Runner up Channel Nine Small Business Show Software Award
- 1998 Canberra Business Council Business Achievement of the Year
- 2000 Federal Minister DOCITA Award for Excellence (iAward)
- 2000 AIIA SME Australian Exporter of the Year (iAward)
- 2000 ACT Innovative Exporter of the Year
- 2000 ACT Exporter of the Year
- 2001 Deloites fast 50 growing companies
- 2001 BRW top 100 fast growing SMEs
- 2002 NSW Finalist in Ernst and Young Entrepreneur of the Year
- UK Trade & Investment International Business Award — Contribution to Change (2004)
- Top 100 Companies that Matter in Knowledge Management (KMWorld 2002, 2003, 2004, 2005, 2006)
- Australian Business Limited President’s Prize for Trade & Export
- Trend Setting Product 2003, 2004, 2005 (KMWorld Magazine)
- KMWorld Readers' Choice Award 2006[8]